# Бразильский агути
Брази́льский агу́ти (лат. Dasyprocta leporina) — грызун из семейства агутиевых.

## Описание
Бразильский агути длиной от 48 до 63 см, весит от 3 до 6 кг. Шерсть грубая, на спине заметно длиннее. Окрас верхней части тела оливково-серого цвета, щёки редко покрыты волосами. Окрас задней части спины рыже-жёлтого цвета. Имеется несколько вибриссов у периферийной части мордочки и над глазами. Уши заметные, округлые, покрытые внутри и сверху короткими, равномерно-тёмными волосами. Ноги окрашены темнее, чем тело. На передних ногах четыре очень коротких пальца. Задние ноги имеют три пальца, средний из которых длинный. Голые подошвы заметно удлинённые. Хвост очень короткий и голый. Имеются одна пара грудных, две пары брюшных и одна пара паховых молочных желез. Зубная формула: {\displaystyle I{1 \over 1}C{0 \over 0}P{1 \over 1}M{3 \over 3}}. У всех резцов передняя поверхность красновато-коричневого цвета. Премоляры очень похожи на коренные зубы, но несколько крупнее; моляры имеют примерно одинаковый размер.

## Распространение
Бразильский агути обитает в Южной Америке на севере Амазонки и восточнее Рио-Негро. Встречается в следующих странах: Бразилия, Гвиана, Гайана, Суринам, Тринидад и Тобаго, Венесуэла. Проживает в лесах, в том числе вторичных.

## Образ жизни
Роющий, наземный вид. Создает запасы продовольствия небольшими порциями в разных местах подконтрольной территории. Животные живут парами или семейными группами, состоящими из родителей и малышей. Они питаются плодами, зерном, травами, побегами и клубнями. Продолжительность жизни в неволе составляет 15—20 лет.

## Размножение
Период беременности длится от 104 до 120 дней. Самка рожает от одного до трёх детёнышей. Отлучение происходит через 20 недель.